# The Natural Way
The Natural Way è un EP degli Anarbor, pubblicato il 19 agosto 2008 con etichetta Hopeless Records. È il primo lavoro pubblicato per la Hopeless. Le due canzoni The Brightest Green e Passion for Publication compaiono anche nel successivo EP Free Your Mind.

## Tracce
1. Love Instead – 3:45
2. The Brightest Green – 3:17
3. Right There with You – 3:19
4. Passion for Publication – 2:38